# NGC 6312
NGC 6312 is een compact sterrenstelsel in het sterrenbeeld Hercules. Het hemelobject werd op 25 juli 1879 ontdekt door de Franse astronoom Édouard Jean-Marie Stephan.

## Synoniemen
- MCG 7-35-40
- ZWG 225.60
- NPM1G +42.0459
- PGC 59751